# Мушковец, Александр Григорьевич
Александр Григорьевич Мушковец (23 января 1939, Калинковичи, Гомельская область — 18 июля 1985, Москва) — советский футболист, выступавший на позиции левого защитника, и футбольный арбитр. Сыграл 47 матчей в высшей лиге СССР, в качестве судьи работал на 97 матчах высшей лиги. Мастер спорта СССР (1964). Имел международную судейскую категорию (1982).

## Биография
Начинал заниматься футболом в Риге в команде общества «Трудовые Резервы», затем выступал за команды этого же общества из Ленинграда и Липецка. На взрослом уровне дебютировал в 1959 году в составе ленинградских «Трудовых Резервов», выступавших в классе «Б».
В 1961 году перешёл в воронежский «Труд», в его составе сыграл дебютный матч в высшей лиге 8 апреля 1961 года против бакинского «Нефтяника». Всего за сезон сыграл 23 матча и не смог помочь команде удержаться в высшей лиге. В 1962 году перешёл в московское «Динамо», в его составе сыграл 5 матчей в высшей лиге и 62 матча (1 гол) в первенстве дублёров. С 1964 года играл за московское «Торпедо», в его составе провёл 19 матчей в высшей лиге. В составе автозаводцев становился чемпионом СССР (1965) и серебряным призёром (1964).
В сентябре 1966 года был приглашён в липецкий «Металлург» на должность играющего тренера, тренировал команду до конца сезона, а затем ещё три года выступал за неё в качестве игрока. Завершил спортивную карьеру в 30-летнем возрасте.
С 1970 года стал футбольным арбитром. 18 октября 1978 года получил всесоюзную судейскую категорию, с того же года до конца жизни работал на матчах высшей лиги, всего провёл 97 матчей. Четырежды включался в списки лучших судей сезона (1979, 1980, 1983, 1984). В 1982 году ему была присвоена международная категория. Отработал более чем на 20 международных матчах. С 1976 года до конца жизни работал тренером управления футбола Спорткомитета СССР.
Скоропостижно скончался 18 июля 1985 года в Москве на 47-м году жизни от сердечного приступа во время утренней пробежки. Похоронен в колумбарии Ваганьковского кладбища.